# 青華里
青華里（英語：Tsing Wa Lei）是香港新界屯門一條已拆卸的村落，即現今恒順園一帶。

## 歷史
青華里位於青山公路19咪半，井頭上村和三聖墟之間。青華村座落於青山灣東岸九逕山山腳，村前的淺灘有船廠，亦早已建了不少棚屋，是為爛山村。青華里是一條新村，建於1950年代，依山而建的青華里佈局整齊，最初有19座面向青山灣的村屋，大多村屋分為兩個單位，合共有26間。及後，青華里的後山亦陸續發展成一片寮屋區。
隨著屯門新市鎮的擴展，青華里於1983年被清拆，原址在平整後於1990年建成恒順園。

## 地標
- 恆泰綿織廠：位於青華里南面的大型工場，前身是陶瓷廠
- 三聖墟公立學校：位於青華里山上，1960年代末開辦